# زمرة متناظرة

A مخطط كايلي لزمرة متماثلة S_{4}

في الجبر التجريدي، زمرة متناظرة أو زمرة متماثلة (بالإنجليزية: Symmetric group)‏ Sn معرفة على مجموعة منتهية مكونة من n عنصرا هي زمرة التبديلات كلها لهؤلاء العناصر. عملية التركيب لهؤلاء التبديلات هي العملية المعرِفة لهذه الزمرة.
بما أن عدد التبديلات الممكنة لعناصر مجموعة مكونة من n عنصرا هو {\displaystyle n!} (عاملي n) ، فإن رتبة هذه الزمرة (أي عدد عناصرها) هو {\displaystyle n!}.
رغم أنه من الممكن تعريف الزمر المتماثلة على المجموعات غير المنتهية، إلا أن هذه المقالة تتطرق إلى الزمر المتماثلة المعرفة على المجموعات المنتهية.
انظر إلى تمثيل زمرة وإلى تمثيل زمرة منتهية وأيضا إلى زمرة جزئية.
الزمر المتناظرة مهمة في العديد من مجالات الرياضيات، مثل نظرية غالوا ونظرية التمثيل لزمر لاي والتوافقيات.

## التعريف والخصائص الأولى
زمرة متماثلة معرفةً على مجموعة منتهية X هي الزمرة التي تتكون عناصرها من جميع التقابلات المنطلقة من X والواصلة إلى X نفسها (أي أن مجموعة الانطلاق لهذا التقابل هي X ومجموعة الوصول هي أيضا X)، والتي تعرف بعملية التركيب لهؤلاء التقابلات.

## تطبيقات
انظر إلى دالة تماثلية.

## العناصر
عناصر زمرة متماثلة معرفة على مجموعة X هي تبديلات X.

### الجداء
{\displaystyle f=(1\ 3)(4\ 5)={\begin{pmatrix}1&2&3&4&5\\3&2&1&5&4\end{pmatrix}}}
{\displaystyle g=(1\ 2\ 5)(3\ 4)={\begin{pmatrix}1&2&3&4&5\\2&5&4&3&1\end{pmatrix}}.}
{\displaystyle fg=f\circ g=(1\ 2\ 4)(3\ 5)={\begin{pmatrix}1&2&3&4&5\\2&4&5&1&3\end{pmatrix}}.}

### هل بديهيات الزمر الأربع محققة ؟
من أجل التحقق من أن الزمرة المتماثلة المعرفة على مجموعة X ما، هي فعلا زمرة، لا بد من التحقق من أن الموضوعات الأربعة المعرفة للزمر محققة من انغلاق وتجميعية ووجود العنصر المحايد ووجود العنصر المعاكس. .
1. عملية تركيب الدوال منغلقة في مجموعة التبديلات المطبقة على عناصر X.
2. تركيب الدوال دائما تجميعي.
3. التقابل البديهي الذي يربط كل عنصر من X بنفسه يلعب دور العنصر المحايد للزمرة.
4. لكل تقابل تقابلٌ عكسي يلغي العمل الذي قام به. وبذلك، كل عنصر من الزمرة المتماثلة تبديلةً، له عنصر عكسي يقابله، تبديلةً هو الآخر.

## الخصائص
انظر إلى مبرهنة كايلي.